# Доходный дом Стенбок-Фермора
Доходный дом Стенбок-Фермора — памятник архитектуры. Расположен в Санкт-Петербурге, современный адрес дома — набережная Макарова, 12.
Дом построен на территории Биржевого (Сибирского) двора, основанного Саввой Яковлевичем Яковлевым. После смерти Саввы Яковлевича в 1784 году территория двора была разделена сначала на четыре части (для сына Ивана, сына Петра, сына Сергея и вдовы Марии Ивановны), после смерти вдовы в 1797 году — на три части. Участок на Волховском переулке, 1, со стоящим на нём конторским зданием позднее получил внук Саввы Яковлевича Алексей Иванович. Он переделал здание в усадьбу.
После смерти Алексея Ивановича в 1849 году дом получил в наследство его сын Иван, в 1882 году он перешёл его сестре Надежде (бывшей замужем за А. А. Стенбок-Фермором). Супруги в 1899—1900 годах по проекту В. П. Цейдлера активно меняли строения участка и поставили вдоль набережной на месте, которое раньше занимал склад строительных материалов, трёхэтажный каменный доходный дом.
Здание украшено в стиле поздней эклектики, над его эркерами расположены шлемовидные купола.
В 1930-х годах в доме жил Д. Г. Фомичёв.
В экспозиции Государственного музея истории Санкт-Петербурга в Комендантском доме хранится старинный номерной знак, снятый с этого здания.

## Галерея

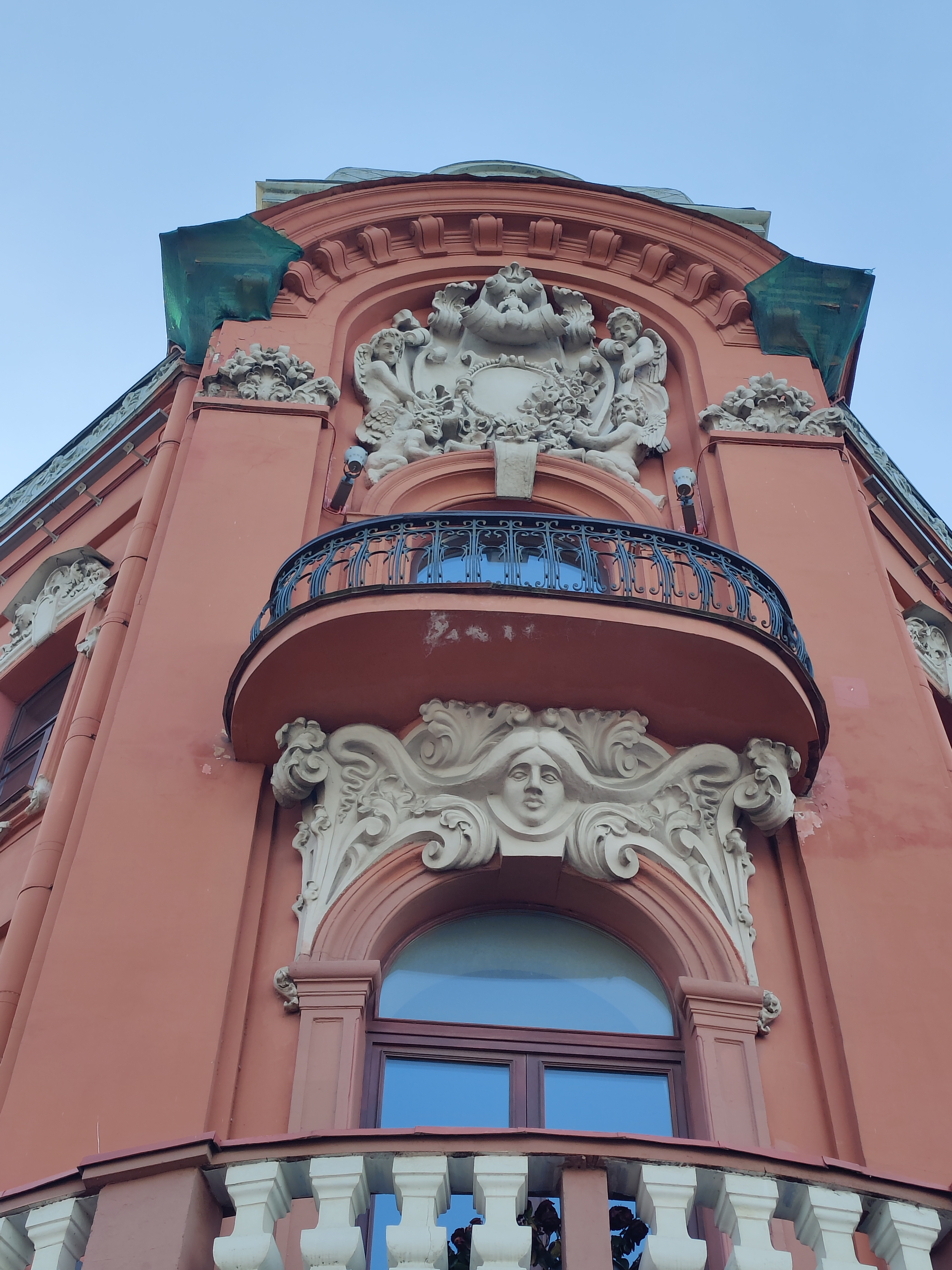
Лепнина с гербом на углу здания
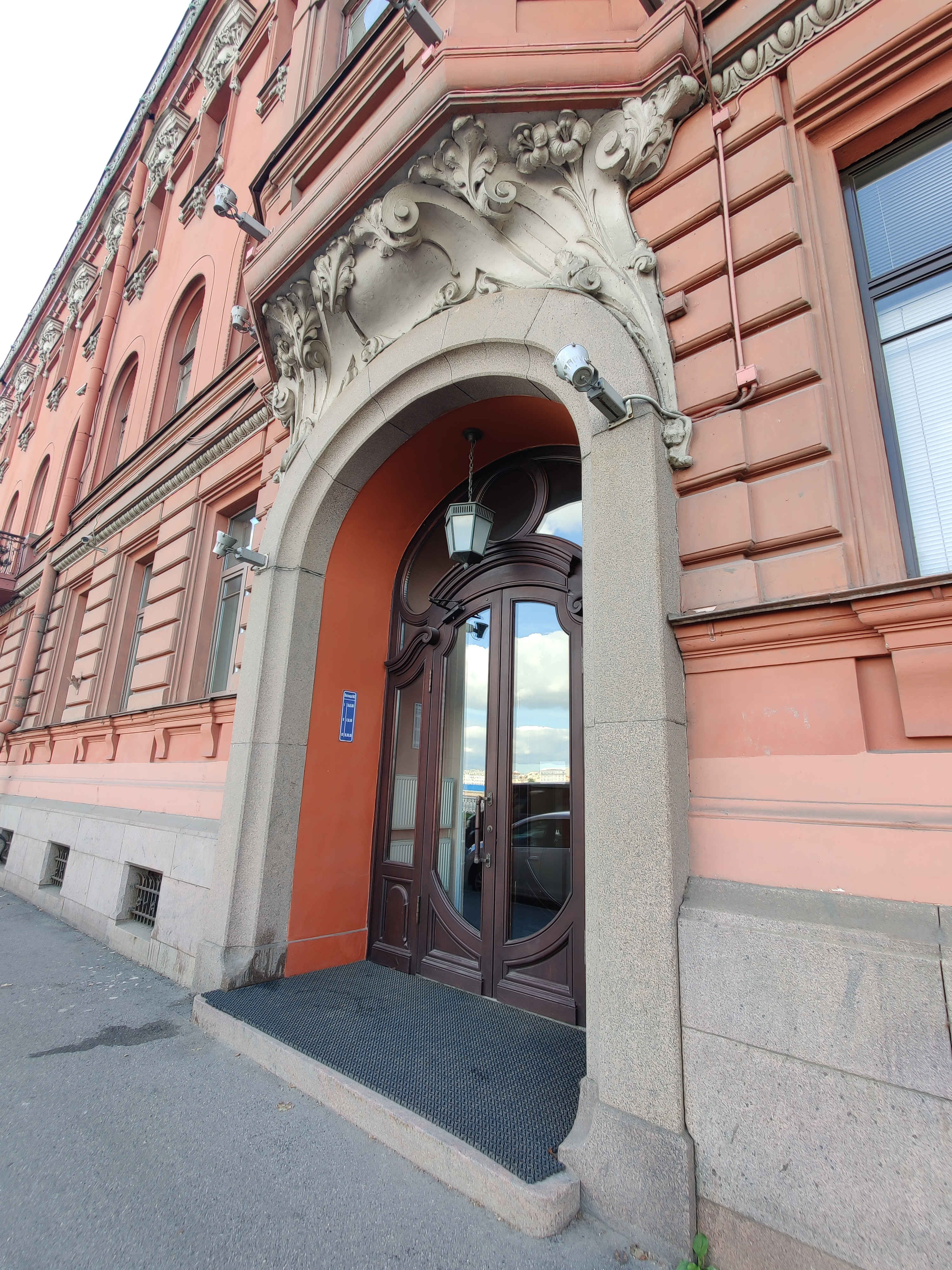
Оформление одного из входов в дом
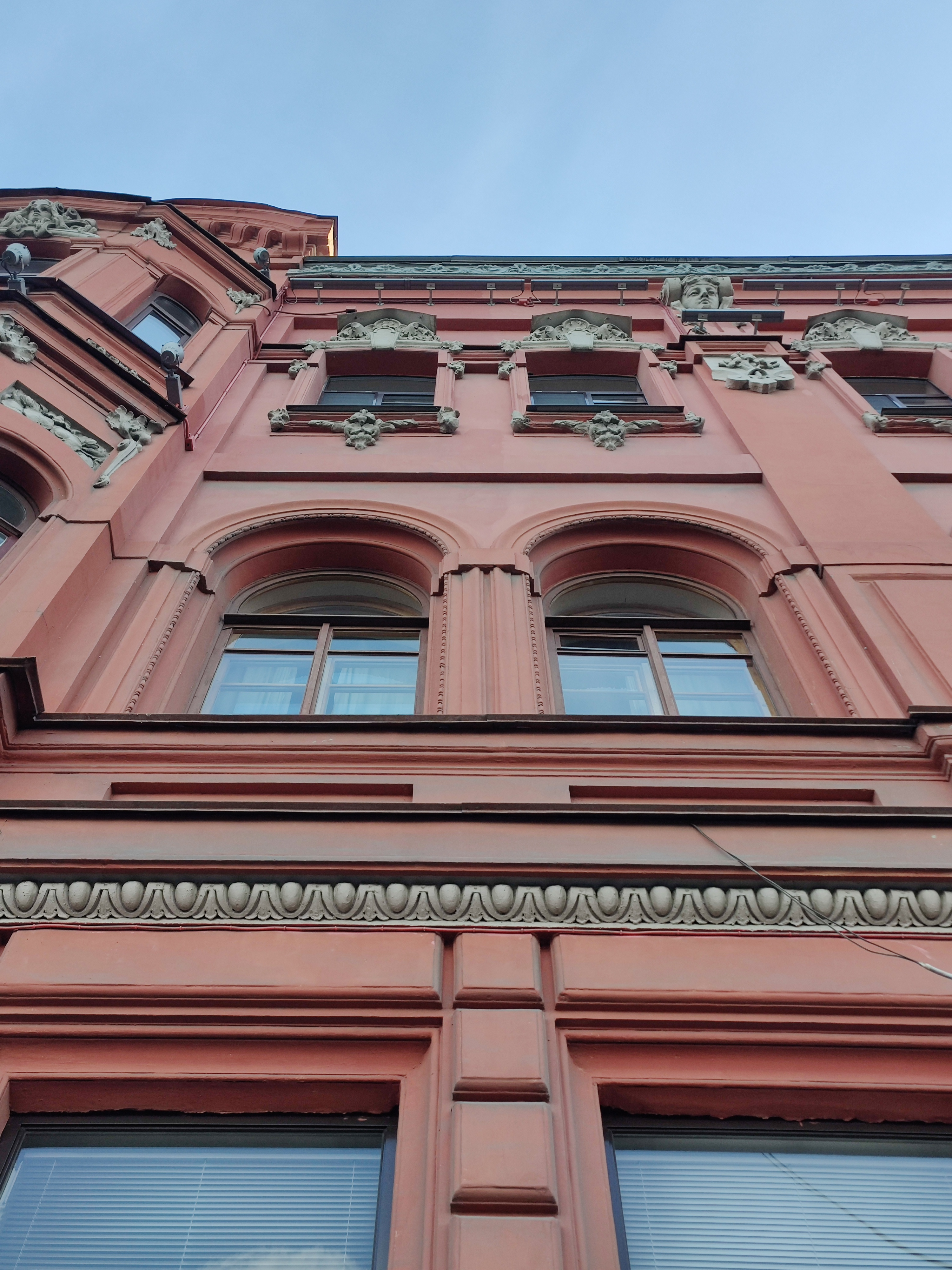
Лепные украшения
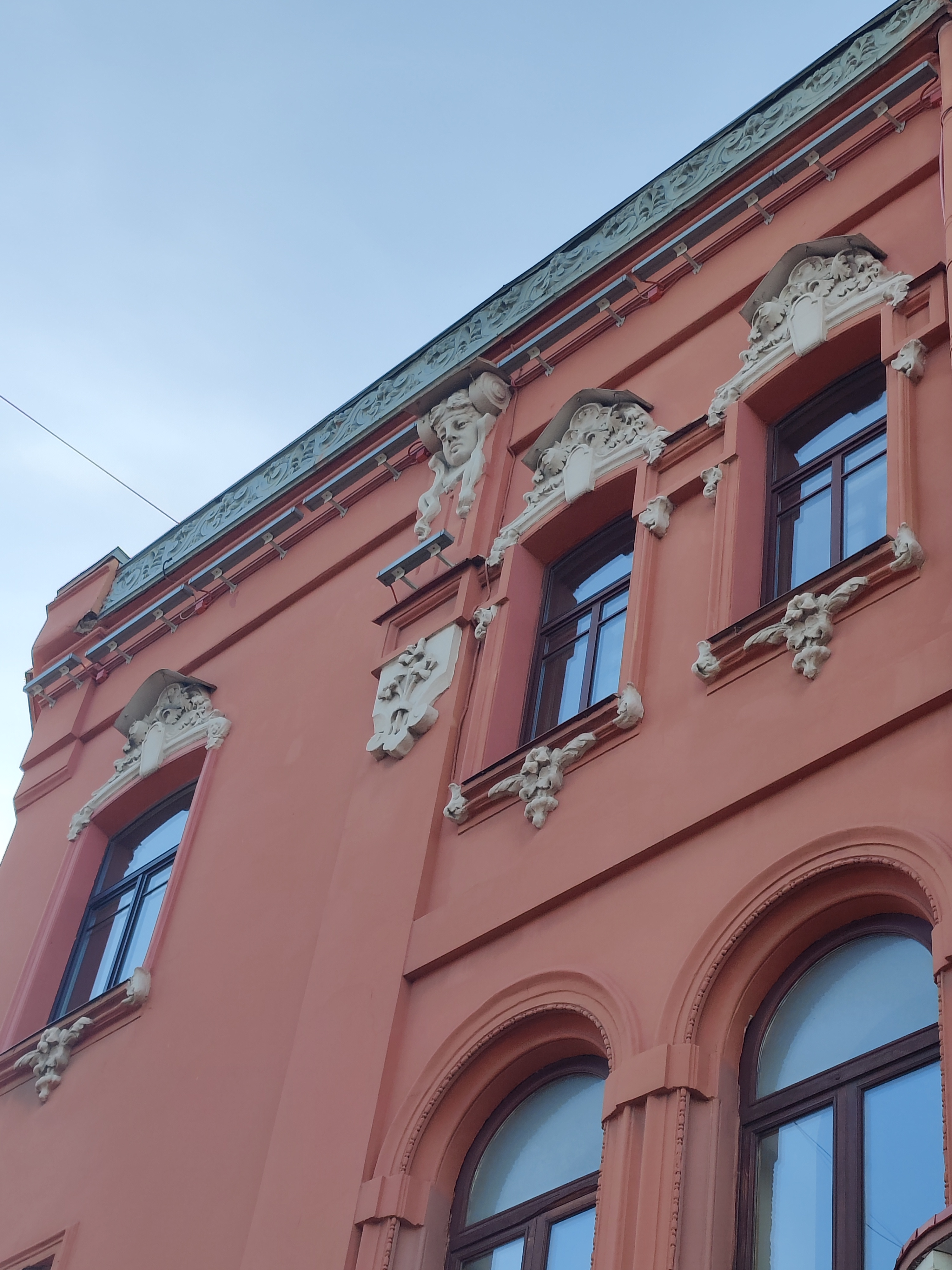
Лепные украшения